# Argiope hoiseni
Argiope hoiseni — вид павуків-колопрядів з всесвітньо поширеного роду Argiope. На відміну від багатьох інших видів роду, самиці цього виду невеликі та забарвлені в тусклі тони. Самець досі невідомий. Живиться середнього розміру комахами. Отрута слабка, для людини безпечні. Поширені у Малайзії. Вид описано з застосуванням методів молекулярної систематики.
Видову назву надано на честь почесного професора Університету Куала-Лумпура арахнолога Йонг Хой Сена.

## Опис
Один з найдрібніших видів роду Argiope. Довжина тіла дорослої самиці складає 5,7-8,2 мм. Також нехарактерним для аргіоп узагалі є забарвлення черевця. Воно світло-коричневого кольору, покрите багатьма поперечними пунктирними лініями з чорних крапок. Спинна поверхня черевця має два бічні горбки попереду. Характерна зовнішність дозволяє відрізнити цей вид від інших дрібних аргіоп регіону, зокрема від A. buehleri, A. bullocki, A. caledonia, A. chloreis, A. doboensis, A. kochi, A. mascodi, A. minuta, A. niasensis, A. ocyaloides, A. perforata, A. takum та A. truk.
Верх головогрудей коричневий, вкритий щільними сіруватими ворсинками, частково проступають радіальні відмітини. Нижня поверхня блідо-жовта, з темнішими краями та трьома парами бокових вип'ячувань та менш помітною задньою парою. Передня пара горбків темно-бура. Хеліцери блідо-коричневі. Тазики першої, другої та четвертої пари ніг світло-брунатні, перші дві пари частково несуть дрібні чорні плями. Тазики третьої пари ніг чорні. Ноги виглядають посмугованими за рахунок чергування світло- та темно-коричневих кілець, а також впорядкованих темних крапок біля основи більшості шипів. Шипики переважно світло-коричневі з чорною основою, іноді повністю чорні.
Спинна поверхня черевця жовтувато-бура з багатьма поперечними пунктирними лініями з чорних крапок, які ближче до кінця стають більш темними. Передні горбки блідо-жовті, вдавлення на черевці чорного кольору. Нижній бік черевця покреслений білими та чорними смугами, а також має три пари білих плям, оточених жовтувато-білими поздовжніми смугами. Павутинні бородавки брунатні.
Самець виду поки що невідомий.
Генетично вид належить до великої групи, а найближчими видами в субкладі є A. jinghongensis, A. pulchella та A. versicolor.

## Спосіб життя і поведінка
Розмір ловильної сітки невеликий та складає 20-30 см у діаметрі. Сітка знаходиться відносно високо над поверхнею ґрунту, що невластиво аргіопам — до 4 м. Стабілімент вертикальний. Кокони конічні, з майже шестикутною основою. Розмноження, ймовірно, триває з серпня до січня, у вологий сезон.

## Розповсюдження
Описаний з Малайзії. Виявлений лише в штатах Перак та Селангор.